# باغ پرندگان جورونگ
باغ پرندگان جورونگ (به انگلیسی: Jurong Bird Park) یا به عبارت صحیح تر باغ پرندگان جورانگ بین سال‌های ۱۹۷۲ تا ۲۰۲۳ یک باغ پرندگان و جاذبه گردشگری در جورانگ، سنگاپور بود. بزرگ‌ترین باغ پرندگان در آسیا، که دارای مساحتی حدود ۲۰ هکتار در دامنه غربی جورانگ هیل، مرتفع‌ترین نقطه در ناحیه جورانگ قرار داشت. این باغ پرندگان یکی از پارک‌هایی بود که توسط ذخیره‌گاه حیات‌وحش مندای مدیریت می‌شد، که همچنین مدیریت باغ‌وحش سنگاپور، نایت سافاری و ریور وندرز را برعهده دارند.
در سال ۲۰۱۶، گروه حیات‌وحش مندای اعلام کرد که باغ پرندگان جورونگ تا سال ۲۰۲۰ به پارک بسیار بزرگ‌تری در جاده دریاچه مندای منتقل می‌شود و با سه پارک حیات‌وحش موجود همراه با پارک جنگل بارانی جدید ترکیب می‌شود تا یک محوطه طبیعی و حیات‌وحش یکپارچه را تحت عنوان ذخیره‌گاه حیات‌وحش مندای تشکیل دهند. در سال ۲۰۲۱، این گروه اعلام کرد که برای پارک جایگزین در مندای، نام پردیس پرندگان انتخاب شده است. در سال ۲۰۲۲، اعلام گردید که باغ پرندگان جورونگ در روز ۳ ژانویه ۲۰۲۳ تعطیل خواهد شد تا جابجایی خود را به پردیس پرندگان در مندای به سرانجام برساند.